# 黄毛猕猴桃
黄毛猕猴桃（学名：Actinidia fulvicoma）是猕猴桃科猕猴桃属的植物，是中国的特有植物。分布在中国大陆的广东、江西、湖南等地，生长于海拔130米至400米的地区，多生长于山地疏林中或灌丛中。

## 变种
- 厚叶猕猴桃（学名：Actinidia fulvicoma var. pachyphylla）是猕猴桃科猕猴桃属黄毛猕猴桃的变种。分布于中国大陆的广东、江西等地。
- 绵毛猕猴桃（学名：Actinidia fulvicoma Hance var. lanata）为猕猴桃科猕猴桃属黄毛猕猴桃的变种。属中国原产的植物（非从国外引种）。
- 糙毛猕猴桃（学名：Actinidia fulvicoma Hance var. lanata f. hirsuta）为猕猴桃科猕猴桃属黄毛猕猴桃的变种。分布于中国大陆的贵州、云南、广西等地，生长于海拔1,000米至1,800米的地区，多生于山林中。
- 丝毛猕猴桃（学名：Actinidia fulvicoma Hance var. lanata f. arachnoidea）是猕猴桃科猕猴桃属黄毛猕猴桃的变种。分布在中国大陆的广西等地。